# نهر خلیل
نهر خلیل (به ترکی آذربایجانی: Nehrəxəlil) یک منطقهٔ مسکونی در جمهوری آذربایجان است که در شهرستان آغ‌داش واقع شده‌است. نهر خلیل ۱٬۲۶۲ نفر جمعیت دارد.